# Reinhard Bütikofer
Reinhard Bütikofer, född 26 januari 1953, är en tysk politiker för Die Grünen. EU-parlamentariker sedan 2009 och språkrör för Europeiska gröna partiet sedan 2012.  
Bütikofer är född i Mannheim och växte upp i Spreyer. Han studerade filosofi, sinologi och historia vid Heidelbergs universitet men tog aldrig ut någon examen. Under studenttiden var han aktiv i den maoistiska vänsterrörelsen. 
På 1980-talet engagerade sig Bütikofer i Die Grünen och både lokalt i Heiedelberg och sedermera som ledamot i delstatsparlamentet i Baden-Württemberg.
2002-2009 var han ordförande för Die Grünen på nationell nivå och 2009 valdes han i EU-parlamentet. I EU-parlamentet är han ledamot i Utskottet för industrifrågor, forskning och energi, han är även kassör för Gröna gruppen
På EGPs rådsmöte i Athen hösten 2012 valdes Bütikofer till nytt manligt språkrör efter belgaren Philippe Lamberts.